# 大娄山猪尾鼠
大娄山猪尾鼠（学名：Typhlomys daloushanensis），一种分布于中国中西部地区的小型哺乳动物，隶属于刺山鼠科（刺睡鼠科）猪尾鼠属，模式产地为重庆金佛山。本种原被视为猪尾鼠（Typhlomys cinereus）大娄山亚种，2017年中国学者通过系统发育关系研究结果，将本种提升为种。

## 形态特征
大娄山猪尾鼠是体型最大的一种猪尾鼠，体长86.05±6.55毫米。躯体背面为暗黑灰色，腹面石板灰色，覆盖有乳白色毛发。